# 小行星2908
小行星2908（2908 Shimoyama）是一颗围绕太阳公转的小行星。1981年11月18日，古田俊正在东海市发现了此天体。
該小行星以日本愛知縣東加茂郡下山村命名。
这颗小行星的绝对星等为155.0441446116703等。